# 3631-es mellékút (Magyarország)
A 3631-es számú mellékút egy valamivel több, mint 14,5 kilométeres hosszúságú, négy számjegyű mellékút Szabolcs-Szatmár-Bereg vármegye nyugati részén; Tiszadobtól húzódik Tiszavasvári belterületéig.

## Nyomvonala
A 3612-es útból ágazik ki, annak a 9+600-as kilométerszelvénye közelében, Tiszadob központjában; ebbe a kereszteződésbe a 3612-es észak felől érkezik és keletnek fordulva folytatódik, a 3631-es dél-délkelet felé indul, nyugat felől pedig ugyanide torkollik be az Újtikostól idáig húzódó 3637-es út is. Belterületi szakasza előbb az Árpád út nevet viseli, majd mintegy 900 méter megtétele után az Állomás út nevet veszi fel. Körülbelül 1,3 kilométer után – már kelet felé haladva – kilép a lakott területről, egy darabig a Kesznyéteni Tájvédelmi Körzet déli határvonalát követi, majd 3,1 kilométer után kiágazik belőle észak felé a 36 313-as számú mellékút, mely a bezárásáig az Ohat-Pusztakócs–Nyíregyháza-vasútvonal tiszadobi állomását szolgálta ki. Rögtön ezután keresztezi a vasutat, majd hamarosan újabb elágazása következik, ezúttal dél felé: itt a 36 113-as számú mellékút ágazik ki belőle, mely Rejetanya településrészig vezet.
Nagyjából a 4. és 9. kilométerei között Tiszadada határai között húzódik, de lakott helyeket itt gyakorlatilag nem érint. 9,2 kilométer megtétele után átlépi Tiszavasvári határát, de sokáig még itt is lakatlan, vagy csak igen ritkásan beépült külterületek kísérik. 12,1 kilométer után éri el a Nyugati-főcsatornát, szűk egy kilométerrel arrébb pedig a Keleti-főcsatornát, amelyeket híddal keresztez; utóbbit elhagyva újra délkeletnek fordul és kicsivel ezután be is ér a város házai közé. Vasvári Pál utca néven halad végig az egykor önálló község, ma városrész, Tiszabűd központján, és nem sokkal ezután véget is ér, Tiszavasvári központjának északnyugati széle közelében, beletorkollva a 36-os főútba, annak majdnem pontosan a 22. kilométerénél.
Teljes hossza, az országos közutak térképes nyilvántartását szolgáló kira.kozut.hu adatbázisa szerint 14,664 kilométer.

## Története
A Kartográfiai Vállalat 1970-ben kiadott Magyarország autótérképe még csak a Tiszadob központjától a vasútig tartó, valamint a Tiszavasvári határai között húzódó szakaszait tünteti fel kiépített, pormentes burkolatú útként, a közbenső, mintegy 6 kilométeres szakaszát fontosabb földút jelöléssel szerepelteti.

## Települések az út mentén
- Tiszadob
- (Tiszadada)
- Tiszavasvári